# Assin South
Assin South är ett distrikt i Ghana.   Det ligger i regionen Centralregionen, i den södra delen av landet, 120 km väster om huvudstaden Accra.